# ل نیزان
ل نیزان (به فرانسوی: Le Nizan) یک کامین در فرانسه است که در Canton of Bazas واقع شده‌است.

## خصوصیات
ل نیزان ۱۵٫۲۱ کیلومترمربع مساحت و ۴۱۷ نفر جمعیت دارد و ۱۰۴ متر بالاتر از سطح دریا واقع شده‌است.